# Borsa Italiana

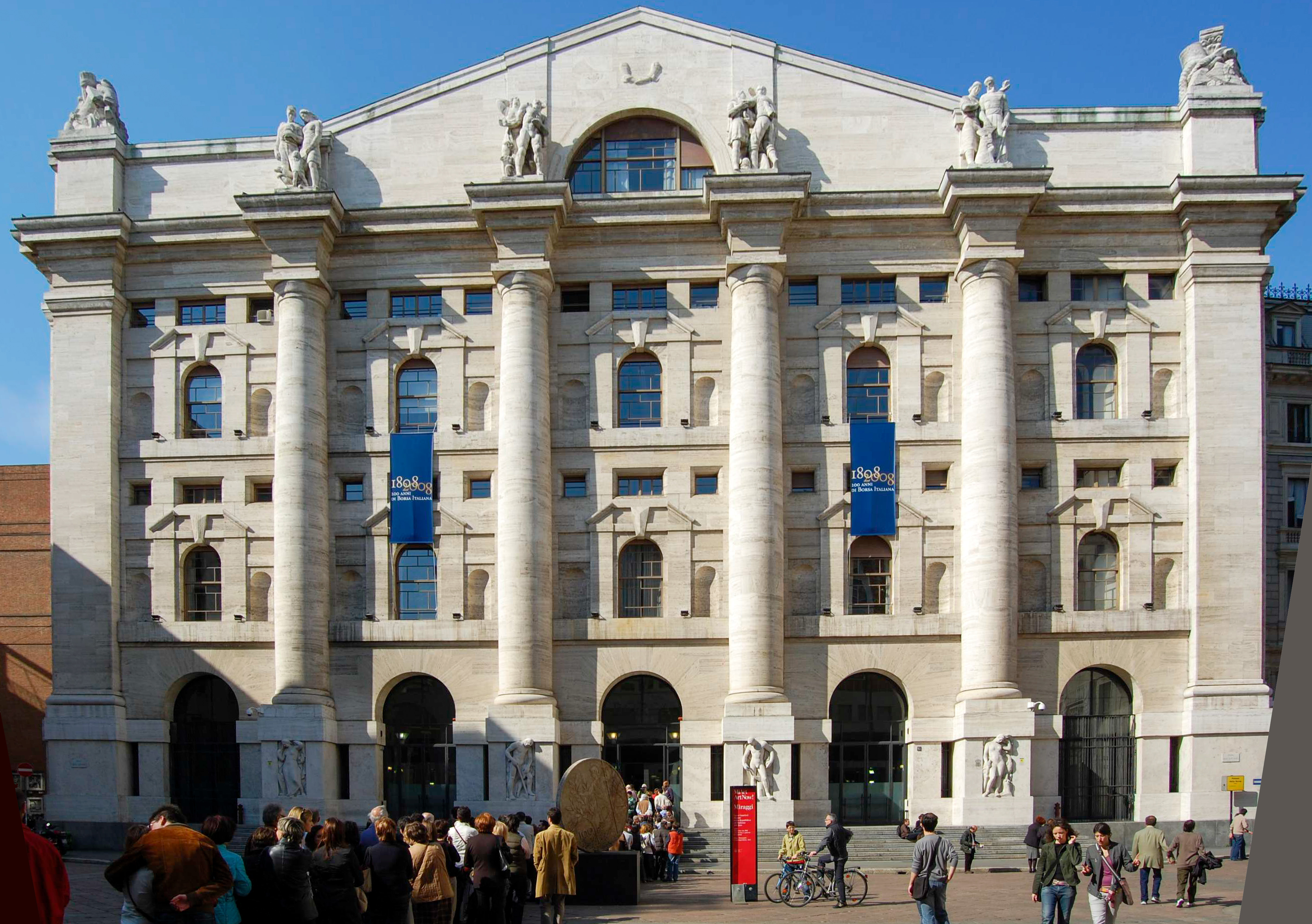
Borsa Italiana în Milano

Borsa Italiana, cunoscută și ca Milan Stock Exchange, este cea mai mare bursă din Italia. Pe 23 iunie 2007 a fost confirmată preluarea bursei de către London Stock Exchange, formându-se una dintre cele mai mari burse europene.
Administrează și organizează piața internă, reglementează procedurile de admitere și listarea companiilor și intermediarilor și supraveghează divulgarea companiilor cotate la bursă.
În urma privatizării prin schimb valutar în 1997, societatea a fost înființată și a intrat în vigoare începând cu 2 ianuarie 1998.
În 2015, capitalizarea globală a societății cotate pe Borsa Italiana a fost în valoare de 567,2 miliarde de euro, reprezentând 34,8% din PIB-ul italian. Borsa Italiana este, de asemenea, informal cunoscută sub numele de Piazza Affari ("Business Square"), după piața orașului Milano, unde se află sediul său (clădirea Palazzo Mezzanotte).

## Operațiuni
Borsa Italiana acționează ca o firmă de administrare a pieței care operează cu autonomie și flexibilitate. Organizează și administrează piața internă de valori împreună cu brokeri italieni și internaționali prin intermediul sistemului de tranzacționare electronic electronic. Printre sarcinile sale principale, Borsa Italiana supraveghează companiile cotate la bursă, definind reguli de admitere și listări și supravegherea activităților tranzacțiilor.

## Orarul de tranzacționare
Bursa are sesiuni de pre-piață între orele 08:00 și 09:00, sesiuni de tranzacționare obișnuite între orele 09:00 și 17:30 și sesiuni post-piață între orele 06:00 și 08:30 în toate zilele săptămânii, cu excepția sâmbăta, duminica și sărbătorile declarate de către Bursă în avans.